# Campeonato Europeu de Atletismo em Pista Coberta de 2017 - Salto com vara feminino
A prova do salto com vara feminino do Campeonato Europeu de Atletismo em Pista Coberta de 2017 foi disputada no dia 4 de março de 2017 na Arena Kombank em Belgrado,  na Sérvia. 

## Recordes
Antes desta competição, os recordes mundiais e do campeonato nesta prova eram os seguintes:
|                       | Nome              | Nacionalidade  | Altura  | Local       | Data                    |
| --------------------- | ----------------- | -------------- | ------- | ----------- | ----------------------- |
| Recorde mundial       | Jenn Suhr         | Estados Unidos | 5m 02cm | Albuquerque | 2 de março de 2013      |
| Recorde do campeonato | Yelena Isinbayeva | Rússia         | 4m 90cm | Madri       | 6 de março de 2005      |
| Recorde europeu       | Yelena Isinbayeva | Rússia         | 5m 01cm | Estocolmo   | 23 de fevereiro de 2012 |

## Medalhistas
| Ouro                      | Prata            | Bronze                                          |
| Ekaterini Stefanidi (GRE) | Lisa Ryzih (GER) | Angelica Bengtsson (SWE) · Maryna Kylypko (UKR) |

## Cronograma
Todos os horários são locais (UTC+2).
| Data       | Hora  | Evento |
| ---------- | ----- | ------ |
| 4 de março | 18:05 | Final  |

## Resultado
A final foi realizada às 18:05 no dia 4 de março de 2017.  
| Posição           | Atleta              | Nacionalidade | 4.25 | 4.40 | 4.55 | 4.65 | 4.70 | 4.75 | 4.80 | 4.85 | 4.91 | Resultados | Notas                |
| ----------------- | ------------------- | ------------- | ---- | ---- | ---- | ---- | ---- | ---- | ---- | ---- | ---- | ---------- | -------------------- |
| Medalha de ouro   | Ekaterini Stefanidi | Grécia        | –    | –    | xo   | o    | –    | –    | o    | o    | xxx  | 4.85       | Melhor marca do ano  |
| Medalha de prata  | Lisa Ryzih          | Alemanha      | –    | o    | o    | o    | o    | o    | x-   | xx   |      | 4.75       | Recorde pessoal      |
| Medalha de bronze | Angelica Bengtsson  | Suécia        | o    | o    | o    | xxx  |      |      |      |      |      | 4.55       |                      |
| Medalha de bronze | Maryna Kylypko      | Ucrânia       | o    | o    | o    | xxx  |      |      |      |      |      | 4.55       |                      |
| 5                 | Michaela Meijer     | Suécia        | xo   | o    | o    | xxx  |      |      |      |      |      | 4.55       |                      |
| 6                 | Lisa Gunnarsson     | Suécia        | o    | o    | xo   | xxx  |      |      |      |      |      | 4.55       |                      |
| 6                 | Minna Nikkanen      | Finlândia     | o    | o    | xo   | xxx  |      |      |      |      |      | 4.55       |                      |
| 8                 | Wilma Murto         | Finlândia     | o    | o    | xxx  |      |      |      |      |      |      | 4.40       |                      |
| 8                 | Tina Šutej          | Eslovênia     | o    | o    | xxx  |      |      |      |      |      |      | 4.40       |                      |
| 10                | Annika Roloff       | Alemanha      | xo   | o    | xxx  |      |      |      |      |      |      | 4.40       |                      |
| 11                | Angelica Moser      | Suíça         | o    | xo   | xxx  |      |      |      |      |      |      | 4.40       | Recorde da temporada |
| 12                | Iryna Yakaltsevich  | Bielorrússia  | xo   | xo   | xxx  |      |      |      |      |      |      | 4.40       |                      |
| 13                | Romana Maláčová     | Chéquia       | –    | xxo  | xxx  |      |      |      |      |      |      | 4.40       |                      |

Legenda
| Recorde mundial       | Recorde mundial (World record)               |                       | Recorde africano                      | Recorde africano (African) |                                           | Q | Classificado por posição (Qualified) |
| Recorde do campeonato | Recorde do campeonato (Championship record)  | Recorde da América    | Recorde da América (Americas)         | q                          | Classificado por melhor tempo (Qualified) |   |                                      |
| Melhor marca do ano   | Melhor marca do ano (World leading)          | Recorde asiático      | Recorde asiático (Asian)              | DNS                        | Não largou (Did not start)                |   |                                      |
| Recorde nacional      | Recorde nacional (National record)           | Recorde europeu       | Recorde europeu (European)            | DNF                        | Não terminou (Did not finish)             |   |                                      |
| Recorde pessoal       | Recorde pessoal do atleta (Personal best)    | Recorde da Oceania    | Recorde da Oceania (Oceania)          | DSQ / DQ                   | Desclassificado (Disqualified)            |   |                                      |
| Recorde da temporada  | Recorde da temporada do atleta (Season best) | Recorde sul-americano | Recorde sul-americano (South America) | NM                         | Sem marca (No mark)                       |   |                                      |